# Protanaostigma milletiae
Protanaostigma milletiae is een vliesvleugelig insect uit de familie Tanaostigmatidae. De wetenschappelijke naam is voor het eerst geldig gepubliceerd in 1929 door Ferrière.